# بوگد
بوگد (به لاتین: Bogd, Bayankhongor) یک زیستگاه انسانی در مغولستان است که در استان بایان خونگور واقع شده‌است.